# Themis Regio
Pour les articles homonymes, voir Thémis.
Themis Regio est une région homogène située sur Vénus dans le quadrangle de Themis Regio. Elle a été nommée en référence à Thémis, Titanide grecque.